# Leopold I Koburg
Leopold I Koburg (fr. Léopold Georges Christian Frédéric; nid. Leopold Joris Christiaan Frederik; niem. Leopold Georg Christian Friedrich; ur. 16 grudnia 1790 w Coburgu, zm. 10 grudnia 1865 w Laeken) – książę Saksonii-Coburga-Gothy, pierwszy król Belgów w latach 1831–1865, wolnomularz. Ze względu na wpływ, jaki wywierał na inne państwa europejskie w tamtym okresie, a także swoje ogromne zdolności dyplomatyczne, nazywany jest „Nestorem Europy”.
Był dwukrotnie żonaty. Jego pierwszą żoną była Charlotta Augusta Hanowerska, córka króla Wielkiej Brytanii, Jerzego IV, oraz jego żony, Karoliny Brunszwickiej, a drugą żoną – Ludwika Maria Orleańska, córka króla Francuzów, Ludwika Filipa I, oraz jego żony, Marii Amelii Burbon-Sycylijskiej. Leopold I był ojcem czworga dzieci – Ludwika Filipa (1833–1834), króla Belgów, Leopolda II (1835–1909), Filipa (1837–1905) i Marii Charlotty (1840–1927).

## Życiorys

### Rodzina
Urodził się 16 grudnia 1790 roku w Pałacu Ehrenbourg w Coburgu jako ósme dziecko Franciszka z Saksonii-Coburga-Saalfeld (1750–1806) i jego żony, Augusty Reuss-Ebersdorf (1757–1831). Jego dziadkami ze strony ojca byli Ernest Fryderyk (1724–1800) i Zofia z Brunszwiku-Wolfenbüttel (1724–1802).
Otrzymał imiona Leopold Jerzy Chrystian Fryderyk (niem. Leopold Georg Christian Friedrich). Pierwsze imię, Leopold, otrzymał po ówczesnym cesarzu rzymskim, Leopoldzie II Habsburgu. Imię Chrystian nosił Chrystian Ernest, przyrodni stryj jego dziadka, Ernesta Fryderyka, ówczesnego księcia Saksonii-Coburg-Saalfeld. Imię Fryderyk było imieniem, które bardzo często nadawano dzieciom z dynastii sasko-koburskiej. Nosił je również Fryderyk Franciszek z Brunszwiku-Wolfenbüttel, brat jego babki, Zofii z Brunszwiku-Wolfenbüttel, który wyróżnił się podczas wojny siedmioletniej.
Miał ośmioro rodzeństwa – Zofię (1778–1835), Antoninę (1779–1824), Julię (1781–1860), Ernesta (1784–1844), Ferdynanda (1785–1851), Wiktorię (1786–1861), Mariannę (1788–1794) i Maksymiliana (1792–1793).

### Młodość
Jeszcze jako małe dziecko został mianowany pułkownikiem w Lejb-Gwardyjskim Pułku Izmaiłowskim. Kiedy w 1806 oddziały Napoleona okupowały księstwo Sachsen-Coburg, Leopold wyjechał do Francji i tam Napoleon zaproponował mu stanowisko swojego adiutanta. Leopold odmówił i dołączył do rosyjskiej cesarskiej kawalerii. Walczył w kampaniach przeciwko Napoleonowi i wsławił się w bitwie pod Kulm. Zgodnie z ówczesną modą w 1813 roku został wolnomularzem. W 1815, w wieku 25 lat, Leopold uzyskał stopień generalski w armii Imperium Rosyjskiego.

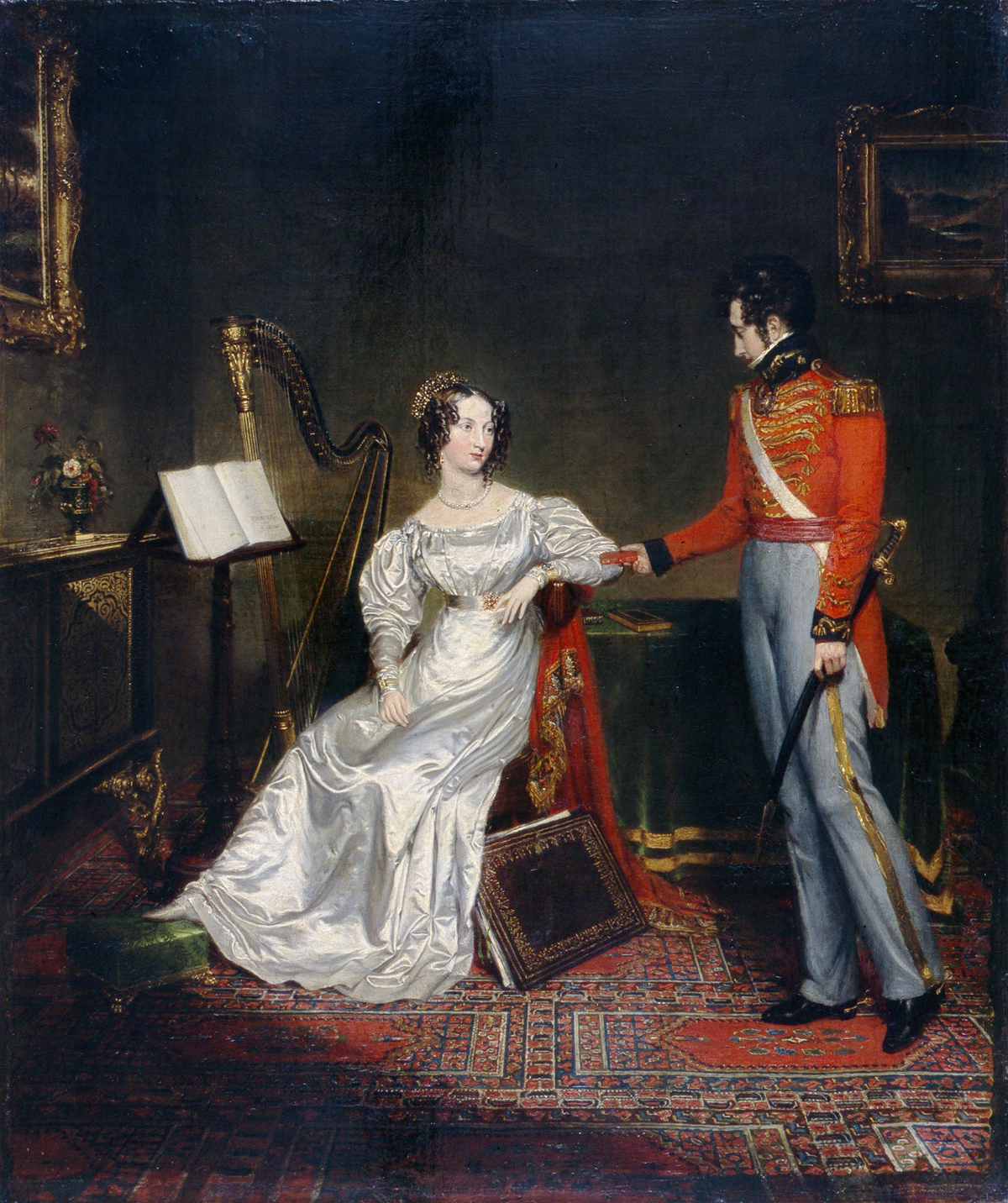
Leopold z pierwszą żoną, Charlottą (ok. 1816)

Leopold wziął udział w kongresie wiedeńskim, gdzie kanclerz Klemens von Metternich wywarł na nim głębokie wrażenie. Latem 1814 roku przebywał w Londynie, gdzie poznał Charlottę Augustę Hanowerską, pretendentkę do brytyjskiego tronu, córkę późniejszego króla brytyjskiego, Jerzego IV. Para wzięła ślub 2 maja 1816 roku. Małżeństwo to zakończyło się zaledwie rok później – Charlotta urodziła martwego syna, a następnego dnia zmarła. Gdyby przeżyła, zostałaby po śmierci ojca królową Wielkiej Brytanii, a Leopold – księciem małżonkiem. Leopold bardzo cierpiał po stracie swojej żony, zachował jednak wpływy na brytyjskim dworze, dzięki czemu zaaranżował małżeństwo swojej młodszej siostry, Wiktorii, z księciem Kentu, Edwardem Augustem. Z tego związku narodziła się jedna córka – przyszła królowa Wiktoria.
4 października 1830 Belgia uzyskała niepodległość, a belgijski Kongres Narodowy spośród kilku kandydatur wybrał Leopolda i ofiarował mu tron nowo powstałego królestwa. 4 czerwca 1831 Leopold został oficjalnie wybrany, 26 czerwca przyjął tytuł „króla Belgów”, a 21 lipca przed wejściem do brukselskiego kościoła św. Jakuba złożył przysięgę na konstytucję (21 lipca do dziś jest w Belgii świętem państwowym). Niecałe dwa tygodnie później, 2 sierpnia, Holandia zaatakowała Belgię. Walki trwały następne osiem lat, aż oba kraje podpisały pokój w Londynie, który zagwarantował Belgii niepodległość. W tym samym roku Belgia ogłosiła również wieczystą neutralność.

### Król
Leopold miał ogromny wpływ na politykę Wielkiej Brytanii. W 1816 ożenił się z jedyną córką księcia-regenta Jerzego, a w 1837 na tronie brytyjskim zasiadła jego siostrzenica – Wiktoria Hanowerska. Leopold jeszcze przed objęciem tronu przez Wiktorię korespondował z nią regularnie i listownie doradzał jej w wielu sprawach. W 1840 zaaranżował małżeństwo Wiktorii (córki swojej siostry Wiktorii) z Albertem (synem swojego brata Ernesta). Ich najmłodszy syn zyskał imię właśnie po Leopoldzie.
5 maja 1835 otwarto pierwszą linię kolejową w Europie – połączyła Brukselę z Mechelen. W 1842 Leopold podjął bezskuteczną próbę przeforsowania praw dzieci i kobiet. W 1848, kiedy we Francji zdetronizowano Ludwika Filipa I (teścia Leopolda), a przez całą Europę przetoczyła się rewolucja, ominęła ona neutralną Belgię – głównie dzięki zabiegom dyplomatycznym Leopolda.
Król zmarł w wieku 74 lat i został pochowany w krypcie królewskiej w kościele Notre-Dame w Laeken.

## Małżeństwa i potomstwo
2 maja 1816 poślubił Charlottę Augustę Hanowerską, jedyną córkę późniejszego króla, Jerzego IV, oraz jego żony, Karoliny Brunszwickiej. 5 listopada 1817 roku Charlotta urodziła martwego syna, a następnego dnia zmarła.
2 lipca 1829 Leopold ożenił się z aktorką Caroline Bauer, z tej okazji mianowaną hrabiną Montgomery, kuzynką swojego doradcy – barona Christiana Friedricha von Stockmara. Była to prywatna ceremonia bez charakteru religijnego, której ważność jest kwestionowana. Małżeństwo miało zakończyć się rozwodem w 1831.
Rok później, 9 sierpnia 1832, w Compiègne poślubił księżniczkę Ludwikę Marię Orleańską (najstarszą córkę Ludwika Filipa I, króla Francji). Para miała czworo dzieci:
- Ludwik Filip (fr. Louis-Philippe Léopold Victor Ernest; nid. Lodewijk Filips Leopold Victor Ernst; ur. 24 lipca 1833 w Brukseli, zm. 16 maja 1834 tamże).
- Leopold (fr. Léopold Louis Philippe Marie Victor; nid. Leopold Lodewijk Filips Maria Victor; ur. 9 kwietnia 1835 w Brukseli, zm. 17 grudnia 1909 w Laeken) – król Belgów w latach 1865–1909 jako Leopold II. W 1853 roku ożenił się z Marią Henriettą Habsburg, z którą miał czworo dzieci – Luizę (1858-1924), Leopolda (1859-1869), Stefanię (1864-1945) i Klementynę (1872-1955). W 1909 roku, kilka dni przed śmiercią, ożenił się z prostytutką, Blanką Karoliną Lacroix, z którą wcześniej doczekał się dwóch synów – Lucjana (1906-1984) i Filipa (1907-1914)[12].
- Filip (fr. Philippe Eugène Ferdinand Marie Clément Baudouin Léopold Georges; nid. Filips Eugeen Ferdinand Marie Clemens Boudewijn Leopold Joris; ur. 24 marca 1837 w Laeken, zm. 17 listopada 1905 w Brukseli) – hrabia Flandrii. W 1867 roku ożenił się z Marią Luizą Hohenzollern-Sigmaringen, z którą miał pięcioro dzieci – Baldwina Leopolda (1869-1891), Henriettę Marię (1870-1948), Józefinę Marię (1870-1871), Józefinę Karolinę (1872-1958) i Alberta I (1875-1934).
- Charlotta (fr. Marie Charlotte Amélie Augustine Victoire Clémentine Léopoldine; ur. 7 czerwca 1840 w Brukseli, zm. 19 stycznia 1927 w Meise). W 1857 wyszła za mąż za przyszłego cesarza Meksyku, Maksymiliana Habsburga.

Leopold miał również dwóch synów ze swoją kochanką Arkadią Meyer (z domu Claret): Jerzego (ur. 1849) i Artura (ur. 1852). Po jego śmierci, w 1862, obaj otrzymali tytuł: „Freiherr von Eppinghoven”, a Arcadia została „baronową von Eppinghoven”

## Odznaczenia
Do roku 1858:
- Wielki Mistrz Orderu Leopolda (Belgia)
- Wielka Wstęga Orderu Ernestyńskiego (Saksonia-Koburg)
- Wielka Wstęga Orderu Korony Rucianej (Saksonia)
- Kawaler Orderu Podwiązki (Wlk. Brytania)
- Wielka Wstęga Orderu Łaźni (Wlk. Brytania)
- Wielka Wstęga Orderu Legii Honorowej (Francja)
- Wielka Wstęga Orderu Chrystusa (Portugalia)
- Wielka Wstęga Orderu Wieży i Miecza (Portugalia)
- Wielka Wstęga Orderu Gwelfów (Hanower)
- Kawaler Orderu Marii Teresy (Austro-Węgry)
- Kawaler Orderu św. Andrzeja Apostoła (Rosja)
- Kawaler Orderu św. Aleksandra Newskiego (Rosja)
- Order Świętej Anny I kl. (Rosja)
- Order Świętego Jerzego III kl. (Rosja)
- Wielka Wstęga Orderu Orła Czarnego (Prusy)
- Wielka Wstęga Orderu Orła Czerwonego (Prusy)
- Krzyż Żelazny-Krzyż Kulmski (Prusy)
- Kawaler Orderu św. Jana (Prusy)
- Order Złotego Runa (Hiszpania)
- Order Annuncjaty (Sardynia)[a][14]
- Order Krzyża Południa (Brazylia)
- Wielka Wstęga Orderu św. Ferdynanda (Sycylia)
- Order Świętego Huberta (Bawaria)
- Komandor Orderu Maksymiliana Józefa (Bawaria)
- Wielka Wstęga Orderu Zasługi Cywilnej (Bawaria)
- Wielka Wstęga Orderu Zbawiciela (Grecja)
- Wielka Wstęga Orderu Lwa Złotego (Hesja)
- Order Słonia (Dania)
- Wielka Wstęga Orderu Zasługi (Oldenburg)
- Order Świętego Januarego (Neapol)
- Order Królewski Serafinów (Szwecja)
- Order Świętego Stefana (Austro-Węgry)
- Wielka Wstęga Orderu Lwa Niderlandzkiego (Holandia)
- Order Świętego Józefa (Toskania)
- Wielka Wstęga Orderu Guadalupe (Meksyk)

## Genealogia
| Prapradziadkowie                          | Jan Ernest IV z Saksonii-Coburga-Saalfeld (1658–1729) ∞1690 Charlotta Joanna Waldeck-Wildungen (1644–1699) | Ludwik Fryderyk I Schwarzburg-Rudolstadt (1667–1718) ∞ Anna Zofia z Saksonii-Gothy-Altenburga (1670–1728) | Ferdynand Albrecht I z Brunszwiku-Lüneburga (1636–1687) ∞1667 Krystyna Wilhelmina z Hesji-Eschwege (1649–1702)       | Ludwik Rudolf z Brunszwiku-Lüneburga (1672–1735) ∞1690 Krystyna Luiza Oettingen (1671–1747)                          | Henryk X Reuss zu Ebersdorff (1662–1711) ∞1694 Erdmute Benigna Solms-Laubach (1670–1732)     | Wolfgang Castell-Remlingen (1641–1709) ∞ Dorota Renata Zinzendorf-Pottendorf                 | Jerzy Albert II Erbach-Fürstenau (1648–1717) ∞1671 Anna Dorota Hohenlohe-Waldenburg (1656–1724) | Ludwik Krystian Stolberg-Gedern (1652–1710) ∞1683 Krystyna Mecklenburg-Güstrow (1663–1749)   |
| Pradziadkowie                             | Franciszek Jozjasz (1697–1764) ∞1723 Anna Zofia Schwarzburg-Rudolstadt (1700–1780)                         | Franciszek Jozjasz (1697–1764) ∞1723 Anna Zofia Schwarzburg-Rudolstadt (1700–1780)                        | Ferdynand Albrecht II z Brunszwiku-Lüneburga (1680–1735) ∞1712 Antonina Amalia z Brunszwiku-Wolfenbüttel (1696–1762) | Ferdynand Albrecht II z Brunszwiku-Lüneburga (1680–1735) ∞1712 Antonina Amalia z Brunszwiku-Wolfenbüttel (1696–1762) | Henryk XXIX Reuss-Ebersdorf (1699–1747) ∞1721 Zofia Teodora Castell-Remlingen (1703–1777)    | Henryk XXIX Reuss-Ebersdorf (1699–1747) ∞1721 Zofia Teodora Castell-Remlingen (1703–1777)    | Jerzy August Erbach-Schönberg (1691–1758) ∞1719 Henrietta Stolberg-Gedern (1699–1750)           | Jerzy August Erbach-Schönberg (1691–1758) ∞1719 Henrietta Stolberg-Gedern (1699–1750)        |
| Dziadkowie                                | Ernest Fryderyk (1724–1800) ∞ Zofia z Brunszwiku-Wolfenbüttel (1724–1802)                                  | Ernest Fryderyk (1724–1800) ∞ Zofia z Brunszwiku-Wolfenbüttel (1724–1802)                                 | Ernest Fryderyk (1724–1800) ∞ Zofia z Brunszwiku-Wolfenbüttel (1724–1802)                                            | Ernest Fryderyk (1724–1800) ∞ Zofia z Brunszwiku-Wolfenbüttel (1724–1802)                                            | Henryk XXIV Reuss-Ebersdorf (1724–1779) ∞1754 Karolina Erbach-Schönberg (1727–1796)          | Henryk XXIV Reuss-Ebersdorf (1724–1779) ∞1754 Karolina Erbach-Schönberg (1727–1796)          | Henryk XXIV Reuss-Ebersdorf (1724–1779) ∞1754 Karolina Erbach-Schönberg (1727–1796)             | Henryk XXIV Reuss-Ebersdorf (1724–1779) ∞1754 Karolina Erbach-Schönberg (1727–1796)          |
| Rodzice                                   | Franciszek z Saksonii-Coburga-Saalfeld (1750–1806) ∞1777 Augusta Reuss-Ebersdorf (1757–1831)               | Franciszek z Saksonii-Coburga-Saalfeld (1750–1806) ∞1777 Augusta Reuss-Ebersdorf (1757–1831)              | Franciszek z Saksonii-Coburga-Saalfeld (1750–1806) ∞1777 Augusta Reuss-Ebersdorf (1757–1831)                         | Franciszek z Saksonii-Coburga-Saalfeld (1750–1806) ∞1777 Augusta Reuss-Ebersdorf (1757–1831)                         | Franciszek z Saksonii-Coburga-Saalfeld (1750–1806) ∞1777 Augusta Reuss-Ebersdorf (1757–1831) | Franciszek z Saksonii-Coburga-Saalfeld (1750–1806) ∞1777 Augusta Reuss-Ebersdorf (1757–1831) | Franciszek z Saksonii-Coburga-Saalfeld (1750–1806) ∞1777 Augusta Reuss-Ebersdorf (1757–1831)    | Franciszek z Saksonii-Coburga-Saalfeld (1750–1806) ∞1777 Augusta Reuss-Ebersdorf (1757–1831) |
| Leopold I Koburg (1790–1865), król Belgów | | | | |                                                                                              |                                                                                              |                                                                                                 |                                                                                              |